# Margarete Lauter

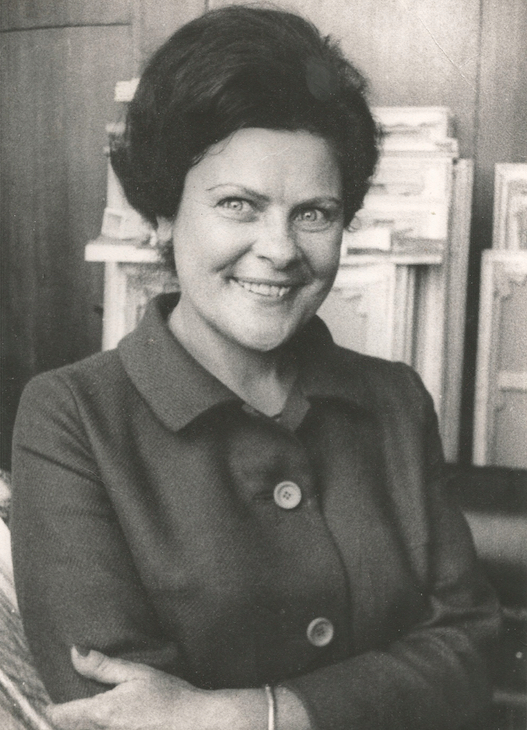
Margarete Lauter (1967)

Margarete Lauter (* 9. September 1925 in Büchenbronn; † 2. Oktober 2004 in Mannheim) war eine deutsche Kunsthändlerin und Galeristin. Sie eröffnete im Jahr 1963 die erste Galerie für internationale Gegenwartskunst in Mannheim nach dem Zweiten Weltkrieg und präsentierte vor allem Werke von deutschen, französischen, spanischen, italienischen, japanischen, koreanischen und US-amerikanischen Künstlern.

## Leben
Margarete Vetter wuchs als Tochter einer Bauernfamilie mit vier Geschwistern auf. Ihre Mutter förderte sie sehr früh mit kulturellen Aktivitäten. Am Ende des Zweiten Weltkriegs lernte sie den jungen Architekten Harro Lauter (17. Oktober 1919 – 5. Oktober 1996) kennen, den sie 1948 heiratete. Nachdem die Familie drei Jahre im Elternhaus ihres Stiefvaters in Hoffenheim/Sinsheim gewohnt hatte, wurde ihr Ehemann 1952 zum Architekten und später Leiter des Hochbauamtes in Mannheim ernannt und sie zogen in diesem Jahr nach Mannheim um. 1963 eröffnete Margarete Lauter in Zusammenarbeit mit dem in Mannheim und Paris ansässigen Künstler Rudi Baerwind und der Galerie Paul Facchetti Paris die erste internationale Galerie für zeitgenössische Kunst nach dem Zweiten Weltkrieg in Mannheim.
Das Ehepaar bekam drei Kinder. Der jüngste Sohn, Rolf Lauter, wuchs bereits in den 1960er Jahren in die Galeriearbeit seiner Mutter hinein und wurde später Museumsdirektor.

## Galerie Lauter

### Kultureller Aufbruch der Frauen in den 1960er Jahren
Margarete Lauter empfand die soziale Situation der Frau in den 50er Jahren in Deutschland extrem unbefriedigend und suchte ab 1960 nach einer Beschäftigung in der Kultur. In ihrem Mann hatte sie einen verständnisvollen und kompetenten Berater und beide fassten 1962 im Dialog mit dem in Mannheim und Paris arbeitenden Künstler Rudi Baerwind, dem Galeristen Paul Facchetti aus Paris, dem Baden-Badener Museumsdirektor Dietrich Mahlow, dem Direktor der Mannheimer Kunsthalle Heinz Fuchs und dem damaligen Mannheimer Oberbürgermeister Hans Reschke den Entschluss, unter dem Namen Margarete Lauter eine Galerie für junge zeitgenössische Kunst zu eröffnen. Nachdem ihre engagierte Pionierarbeit in den ersten Jahren keinen einzigen Verkauf mit sich gebracht hatte, änderte sie ihren Namen 1967 in Galerie Lauter, zog in größere Räume um und entschied sich für eine Beteiligung an einer der gerade beginnenden Kunstmessen. Die Galerie Lauter gehörte zu den Galerien, die die Art Basel 1970 mit gegründet und begleitet haben. Außerdem war Margarete Lauter neben Denise René und Annely Juda eine der wenigen Galeristinnen, die – gegenüber einer überwältigen Zahl von männlichen Vertretern – auf den ersten beiden Kunstmessen Art Basel teilnahm.

### Galerie Margarete Lauter
Die ersten Räume der Galerie befanden sich von 1963 bis 1967 in der Bismarckstrasse und dem Quadrat L 15, 7–9 in der Nähe des Hauptbahnhofs. In diesen Jahren war ihr offizieller Name Galerie Margarete Lauter. Sie eröffnete am 21. November 1963 ihre erste Ausstellung mit den Künstlern Ger Lataster, Ung-No Lee, Georges Noël, Rudi Baerwind, Zoltan Kemeny sowie Objekten traditioneller afrikanischer Kunst. Dieses erste wie auch viele folgende Projekte fanden in enger Zusammenarbeit mit der Galerie Paul Facchetti, Paris statt.
In weiteren Ausstellungen zeigte Lauter Werke von: Uwe Lausen (1964–1965), Zoran Antonio Mušič (1965), Natalia Dumitresco (1965, 1971), Magie im Alltag/Magie du banal (1965), Rudi Baerwind und Georges Noël (1965), Pierre Clerc (1965–1966) sowie gleichzeitig Kunst und Kultgegenstände aus Afrika in Kooperation mit Hans Himmelheber (1965–1966, 1968), Alexandre Istrati (1966), Erwin Bechtold (1965), Karl Fred Dahmen (1966), Luciano Lattanzi und Werner Schreib (1966).

### Galerie Lauter
Im Jahr 1967 zog Lauter mit der Galerie in größere Räume in B 4, 10a, wo jährlich bis zu 6 Ausstellungen mit internationaler Gegenwartskunst (1967–1990) unter dem neuen Namen Galerie Lauter stattfanden. Hier zeigte sie Ausstellungen von: Jaroslav Serpan (1967, 1978), Amadeo Gabino (1967, 1970, 1982), Erwin Bechtold (1968, 1973, 1979, 1984, 1989), Shusaku Arakawa (1968, 1986), Louise Nevelson (1968), Otto Herbert Hajek (1968, 1977, 1989), Bernd Berner (1969), Gianfranco Baruchello (1969), Karl Fred Dahmen (1969, 1972) Otmar Alt (1969, 1981), Manuel Rivera (1970), Karl Prantl (1970), Rolf-Gunter Dienst (1970), Dieter Krieg (1970, 1988), Wilhelm Loth (1970), Manolo Millares (1971), Jürgen Reipka – Rinaldo Paluzzi (1971), K.R.H. Sonderborg (1972), Rolf Kissel (1972, 1976, 1979), Günther Uecker, Louis Tomasello, „Yvaral“ Jean-Pierre Vasarely (1973), Hermann Goepfert (1974), Erwin Heerich (1974), Otto Piene (1975, 1992), Werner Schreib (1974, 1988) Alexandre Istrati (1974/75), Adolf Luther (1975, 1989), Pierre Alechinsky (1976), HA Schult (1976), Gustav Seitz (1976, 1989), Miguel Berrocal (1976), Antoni Tàpies (1977), Robert Motherwell (1977), Joan Miró (1978), Antonio Saura (1979, 1986), Georges Mathieu (1980), Georges Noël (1980, 1984), Erich Hauser (1980), Heinz Mack (1981, 1985), Hans Hartung (1981), Victor Vasarely (1981/82, 1989), Roberto Matta (1983), George Rickey (1983), Georges Noël (1984), Antonio Saura (1985–86), Rafael Mahdavi (1987), Karel Appel (1987), Ger Lataster (1987/88), Werner Schreib (1988), Adolf Luther (1989), Victor Vasarely (1989), Yaacov Agam (1989/90).
Von 1990 bis 1996 hat Lauter am Friedrichsplatz 14, direkt neben der Kunsthalle Mannheim und dem Mannheimer Denkmal, dem Wasserturm, neue Räume bezogen. Einige Ausstellungen wurden realisiert mit: Mimmo Rotella & Jacques de la Villeglé (1990), CoBrA: Pierre Alechinsky, Karel Appel, Corneille, Asger Jorn, Anton Rooskens (1990), Rafael Mahdavi (1991), Gianni Colombo (1991), Heinz Mack (1992), Erwin Bechtold (1992), Hermann Goepfert (1992), Otto Piene (1992), Herbert Hamak (1993, 1996), Emilio Vedova (1993), Carlos Cruz-Diez (1993), Heiner Blum (1994), Alison van Pelt und Gabriele Muschel (1995), Franz Erhard Walther (1995).
Ab 1996 zog sie sich – nach dem Tod ihres Mannes – für vier Jahre in private Räume zurück und konzentrierte sich auf kleinere Ausstellungen und Kunstberatung. Schließlich eröffnete sie im Jahr 2000 einen Galerieraum am Friedrichsplatz 15, um Werke von Künstlern der letzten 30 Jahre ihrer Galerietätigkeit zu zeigen. Nach 40 Jahren erfolgreicher Arbeit beendete Lauter im Frühjahr 2003 ihre Galerie, in der sie zahlreiche Werke an Museen vermitteln und einige neue Privatsammlungen aufbauen konnte.